# Тарасово (Казачинско-Ленский район)
Тарасово — село в  Казачинско-Ленском районе Иркутской области России. Административный центр Тарасовского муниципального образования. Находится примерно в 55 км к юго-востоку от районного центра.

## Население
По данным Всероссийской переписи, в 2010 году в селе проживало 117 человек (59 мужчин и 58 женщин).